# Live at Brixton (альбом Mastodon)
Live at Brixton — второй концертный альбом американской сладж-метал группы Mastodon, выпущенный 10 декабря 2013 года на лейбле Reprise Records. Был записан во время концертного тура в поддержку альбома The Hunter 11 февраля 2012 года на сцене лондонского Brixton Academy. На этом концерте Mastodon собрали полный зал (4 900 человек), а само выступление было крупнейшим в истории группы на тот момент. Альбом получил в целом благоприятные отзывы критиков.

## Релиз
Первоначально альбом вышел исключительно в цифровом виде на платформах iTunes и Amazon в 2013 году, но 19 апреля 2014 года он был выпущен ограниченным тиражом в 2000 пронумерованных экземпляров в виде винил-издания с DVD в Северной Америке. Около 4000 экземпляров было выпущено в Европейском регионе.. Также в цифровом виде была выпущена видео-версия данного концерта.

## Отзывы критиков
Пол Томпсон в обзоре для Pitchfork дал альбому положительную оценку, сказав: «Если Mastodon так и не выпустит сборник лучших песен — Live at Brixton уже можно считать таковым. [...] Brixton выполняет ту же работу по сохранению репутации, что и хорошее собрание хитов, что еще больше укрепляет позиции Mastodon среди величайших метал-групп». Крис Конатон из PopMatters поставил альбому 7 баллов из 10, подытожив: «Это искусно выполненная концертная запись группы, которая дала своё лучшее выступление», однако, как и в случае предыдущего концертного альбома Live at the Aragon, обозреватель отметил слабое вокальное исполнение Троя Сандерса и Брента Хайндса: «Но это Mastodon, и если вы достаточно фанатеете по ним, чтобы раскошелиться на этот цифровой релиз, вы, скорее всего, знаете, что вокал не станет главной изюминкой шоу».
Журнал Rolling Stone в своём списке «20 лучших метал альбомов 2013 года» поставил Live at Brixton на 19 позицию.

## Список композиций
Слова и музыка всех песен — Mastodon, за исключением дополнительного текста на «Aqua Dementia» and «Crack the Skye» за авторством Скотта Келли.
| №                   | Название                     | Оригинальный альбом | Длительность |
| ------------------- | ---------------------------- | ------------------- | ------------ |
| 1.                  | «Dry Bone Valley»            | The Hunter          | 3:54         |
| 2.                  | «Black Tongue»               | The Hunter          | 3:26         |
| 3.                  | «Crystal Skull»              | Blood Mountain      | 3:31         |
| 4.                  | «I Am Ahab»                  | Leviathan           | 2:52         |
| 5.                  | «Capillarian Crest»          | Blood Mountain      | 4:23         |
| 6.                  | «Colony of Birchmen»         | Blood Mountain      | 4:53         |
| 7.                  | «Megalodon»                  | Leviathan           | 4:31         |
| 8.                  | «Thickening»                 | The Hunter          | 4:56         |
| 9.                  | «Blasteroid»                 | The Hunter          | 2:26         |
| 10.                 | «Sleeping Giant»             | Blood Mountain      | 5:32         |
| 11.                 | «Ghost of Karelia»           | Crack the Skye      | 5:28         |
| 12.                 | «All the Heavy Lifting»      | The Hunter          | 4:25         |
| 13.                 | «Spectrelight»               | The Hunter          | 3:17         |
| 14.                 | «Curl of the Burl»           | The Hunter          | 3:33         |
| 15.                 | «Bedazzled Fingernails»      | The Hunter          | 3:21         |
| 16.                 | «Circle of Cysquatch»        | Blood Mountain      | 3:05         |
| 17.                 | «Guitar solo»                | Live at Brixton     | 0:55         |
| 18.                 | «Aqua Dementia»              | Leviathan           | 3:51         |
| 19.                 | «Crack the Skye»             | Crack the Skye      | 6:00         |
| 20.                 | «Where Strides the Behemoth» | Remission           | 3:02         |
| 21.                 | «Iron Tusk»                  | Leviathan           | 2:48         |
| 22.                 | «March of the Fire Ants»     | Remission           | 4:48         |
| 23.                 | «Blood and Thunder»          | Leviathan           | 3:50         |
| 24.                 | «Creature Lives»             | The Hunter          | 4:55         |
| Общая длительность: | Общая длительность:          | Общая длительность: | 1:33:42      |

## Участники записи
- Трой Сэндерс — вокал, бас-гитара
- Брент Хайндс — вокал, соло-гитара
- Билл Келлихер — ритм-гитара, бэк-вокал, сэмплирование
- Брэнн Дэйлор — вокал, ударные